# Enter Metropolis
Enter Metropolis er det andet studiealbum fra det danske elektro-rock-band Dúné. Albummet blev udgivet i Europa den 14. august 2009, mens albummet kom på hylderne i Danmark den 31. august samme år med Iceberg Records som pladeselskab.
Albummet indeholder 11 spor på den europæiske udgivelse, mens der på den danske version er tilføjet to bonusnumre. Fire blev udgivet som single. Alle numre er komponeret af Dúné, mens sangteksterne er krediteret til forsanger Mattias Kolstrup.
Pladen er blevet certificeret Guld af IFPI Danmark for mere end 15.000 solgte eksemplarer, og ramte 4. pladsen på Hitlisten / Album Top-40 i Danmark, og nummer 44 i Tyskland.
Bandet var som for- og efterløber til albummet på en omfattende turné i Europa under navnet Enter Metropolis Tour.

## Produktion
Pladen er produceret af Jacob Hansen og Dúné i Hansen Studios, Ribe. Halvdelen af pladen er mixet af Michael Ilbert i Hansa Mixroom, Berlin og den anden halvdel er mixet af Jacob Hansen. Albummet blev mastereret af Tom Coyne i Sterling Sound, New York.

### Personel

#### Band
- Mattias Kolstrup - Lead vokal, tekster & co-producer
- Ole Bjórn - Synthesizere, kor & co-producer
- Danny Jungslund - Guitar & co-producer
- Piotrek Wasilewski - Bas guitar, synthesizer, tekst til digt & stemme (spor 8) & co-producer
- Cecilie Dyrberg - Synthesizere, guitar, kor & co-producer
- Simon Troelsgaard - Guitar & co-producer
- Malte Aarup-Sørensen - Trommer, percussion & co-producer

#### Produktion
- Jacob Hansen - Produktion (minus spor 6), co-producer & tekniker (spor 6), optagelser, ekstra guitar (spor 1, 3, 9 & 11), ekstra kor (spor 11)
- Mark Wills - co-arrangør (spor 2,4,6) co-producer (2,3,4,5,10) Producer (Spor 6), Ekstra vokal produktion (2,3,5,6,7,11), Ekstra Synthesizer (Spor 2,4,6)
- Dan Haugesen - Ekstra producer (spor 2,3,4,5,10), vokal producer (Spor 2, 3,4,6,8), co-arrangør (spor 2,4,6)
- Jens Thomsen Tekniker (spor 6)
- Martin Pagaard-Wolf - Tekniker & Tamburin (spor 10)
- Jeppe Anderson - Co-tekniker
- Stephan Pintev - Stryger optagelser (Spor 6)
- Haburger Studio Strings - Strygere (spor 6)
- Uffe Truust - Ekstra råb (spor 5)
- Gregers Tycho - Ekstra vokal (Spor 11)
- Tom Coyne - Mastering

## Sporliste
1. Time To Leave – 5:54
2. Heat – 3:25
3. Memories – 3:30
4. Let Go Of Your Love – 4:22
5. Final Party Of The 21st Century – 4:40
6. Please Bring Me Back – 3:55
7. Revolution – 3:31
8. Heiress Of Valentina – 4:23
9. Everybody Fights the Lust (Bonus Track) – 4:09
10. Remember (Bonus Track) – 3:41
11. Get It Get It – 3:25
12. Victim Of The City – 3:52
13. To Metropolis – 4:56

### Singler fra albummet
1. Victim Of The City
2. Heat
3. Let Go Of Your Love
4. Please Bring Me Back
5. Heiress of Valentina

På den danske udgave af albummet var de to bonusnumre "Everybody Fights The Lust" samt "Remember" spor 9 & 10. Disse numre var ikke på den tyske udgivelse.